# اچ‌ام‌ای‌اس بریما
اچ‌ام‌ای‌اس بریما (به انگلیسی: HMAS Berrima) یک کشتی بود که طول آن ۵۰۰ فوت (۱۵۰ متر) بود. این کشتی در سال ۱۹۱۳ ساخته شد.